# Jean-Luc Thérier
Jean-Luc Thérier (rođen 7. listopada 1945.) je francuski umirovljeni reli-vozač. Thérier je nastupao na utrkama svjetskog prvenstva u reliju (WRC) od 1973.g. do 1984. Ukupno je zabilježio 46 nastupa na WRC utrkama, 5 pobjeda, dok je 10 puta završio na pobjedničkom podiju.
Prve sezone WRC 1973. Jean-Luc Thérier osvojio je ukupno najviše bodova među vozačima, ali kako su se do 1977. natjecale samo momčadi, mogao je proslaviti samo momčadski naslov Alpine-Renaulta.  